# Il cimento dell'armonia e dell'inventione
Il cimento dell'armonia e dell'inventione (Pojednání o harmonii a skladbě, Opus 8, je sbírka 12 koncertů pro housle (v případě dvou koncertů pro hoboj), smyčce a basso continuo od Antonia Vivaldiho z let 1723 až 1725. Dílo bylo dedikováno Vivaldiho pražskému mecenáši, hraběti Václavovi z Morzinu.

## Obsah
Dílo obsahující koncerty napsané pro různé příležitosti a v různé době, byla vydána tiskem kolem roku 1725 a je známa především prvními čtyřmi koncerty, Čtvero ročních dob (Le quattro stagioni). Názvem pojednání "Il cimento dell'armonia e dell'inventione" chtěl Vivaldi vyjádřit svou zálibu v experimentování – především v nadřazenosti ritornelové formy a programního prvku – přítomného zejména v koncertech č. 5, 6 a 10.
- Concert č. 1 E dur, "La primavera / Jaro", RV 269
- Concert č. 2 g moll, "L'estate / Léto", RV 315
- Concert č. 3 F dur, "L'autunno / Podzim", RV 293
- Concert č. 4 f moll, "L'inverno / Zima", RV 297
- Concert č. 5 Es dur, "La tempesta di mare / Mořská bouře", RV 253
- Concert č. 6 C dur, "Il piacere / Radost", RV 180
- Concert č. 7 d moll, RV 242
- Concert č. 8 g moll, RV 332
- Concert č. 9 e moll, RV 236
- Concert č. 10 B dur, "La caccia / Hon", RV 362
- Concert č. 11 D dur, RV 210
- Concert č. 12 C dur, RV 178

## Dedikace
Text na titulní straně pojednání:
IL CIMENTO DELL’ARMONIA E DELL’INVENTIONE –
Concerti a 4 e 5 consacrati ALL’ILLUSTRISSIMO SIGNORE: 

Il Signor Venceslao Conte di Marzin, Signore Ereditario di Hohenelbe Lomniz, Tschista, Krzinetz, Kaunitz, Doubek et Sowoluska, Cameriere Attuale, e Consigliere di: S.M.C.C 
da D. Antonio Vivaldi, Maestro in Italia dell’Illustris.mo Signor Conte Sudetto Maestro de Concerti del Pio Ospitale della Pieta in Venetia, e Maestro di Capella da Camera di S.A.S. il Signor Principe Filippo Langravio di Kassia Darmistath. 

OPERA OTTAVA Libro Primo a Amsterdam, spesa di MICHELE CARLO LE CENE